# Baito (caseificio)

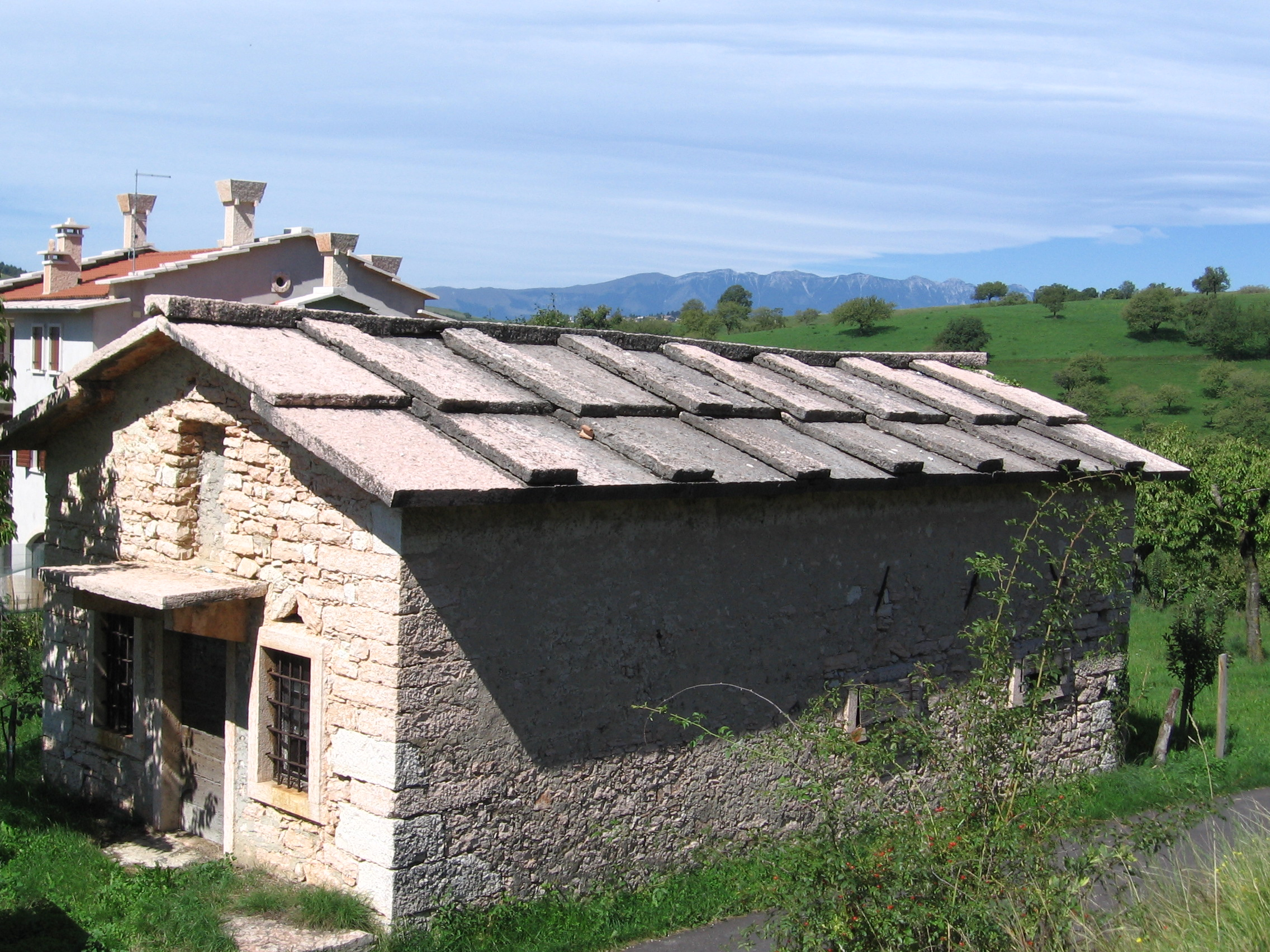
Baito a San Rocco di Piegara

Il baito è il tradizionale edificio per la raccolta del latte e la produzione di burro e formaggio nella montagna veronese della Lessinia.

## Storia
I baiti appartenevano a più allevatori spesso abitanti della medesima contrada i quali si consociavano per sostenere gli oneri della costruzione e del mantenimento della struttura. Due volte al giorno ad ore stabilite portavano il latte al baito. Ogni socio a turno lavorava tutto il latte consegnato durante un determinato periodo.

## Descrizione
L'architettura dei baiti è piuttosto semplice: un unico corpo di fabbrica diviso in tre vani, uno per conservare il latte, l'altro per lavorarlo; pareti in pietra, tetto in lastre di pietra, a due falde sostenuto da travature lignee.
I locali presenti sono:
- logo del fogo (locale del fuoco): qui si trovava il camino; in questa stanza si trovava la zona destinata alla lavorazione del latte, e la zona di pernottamento del malgaro o malghese;
- logo del late (locale del latte): questo locale ha tipicamente forma semicircolare, è dotato di piccole finestre che consentono la circolazione dell'aria limitando l'ingresso di luce e calore; qui veniva conservato il latte, veniva anche lasciato riposare e sedimentare per farne affiorare la componente grassa. Questa operazione veniva svolta all'interno di specifici contenitori, chiamati "mastele";
- meda (locale di mezzo): era l'ingresso dell'edificio, qui era posizionato il "bùcio", un cilindro in legno all'interno del quale scorreva uno stantuffo ligneo;
- casara: nella casara erano ospitate le "scalère", speciali incastellature all'interno delle quelli venivano poste a stagionare le forme di formaggio;

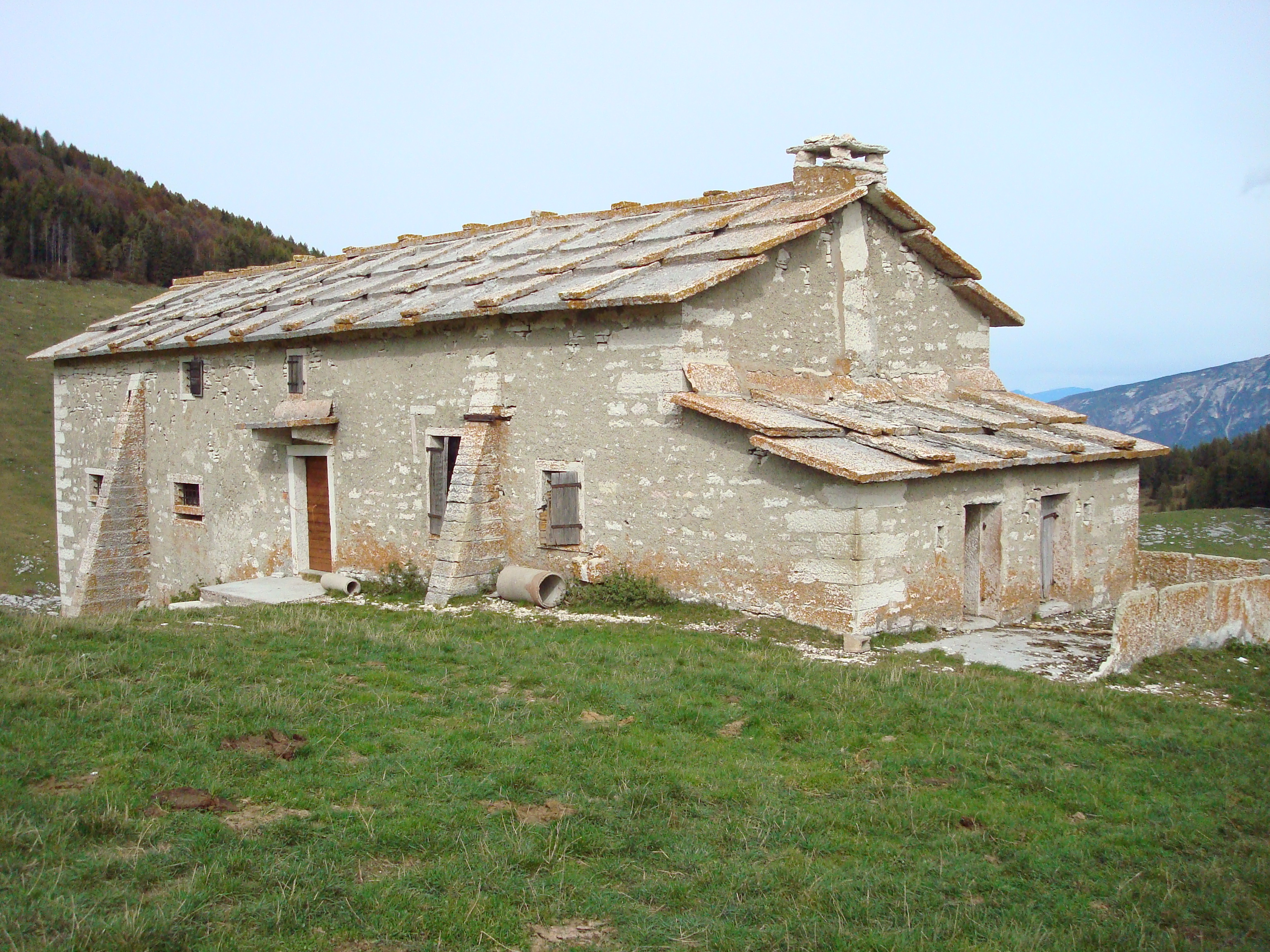
Esterno del baito "Scortigara di Fondo"
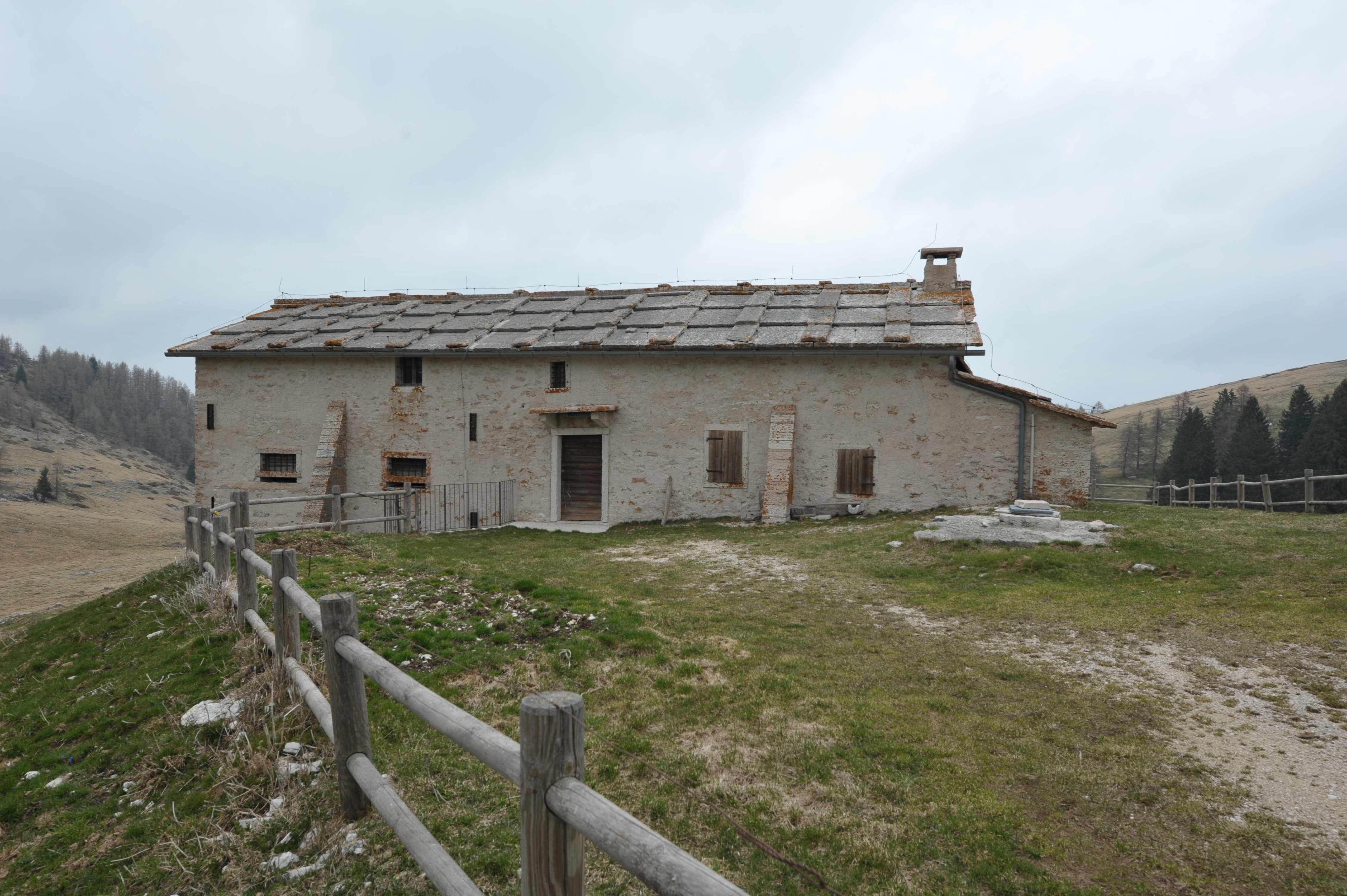
Immagine del "Baito di Cima"
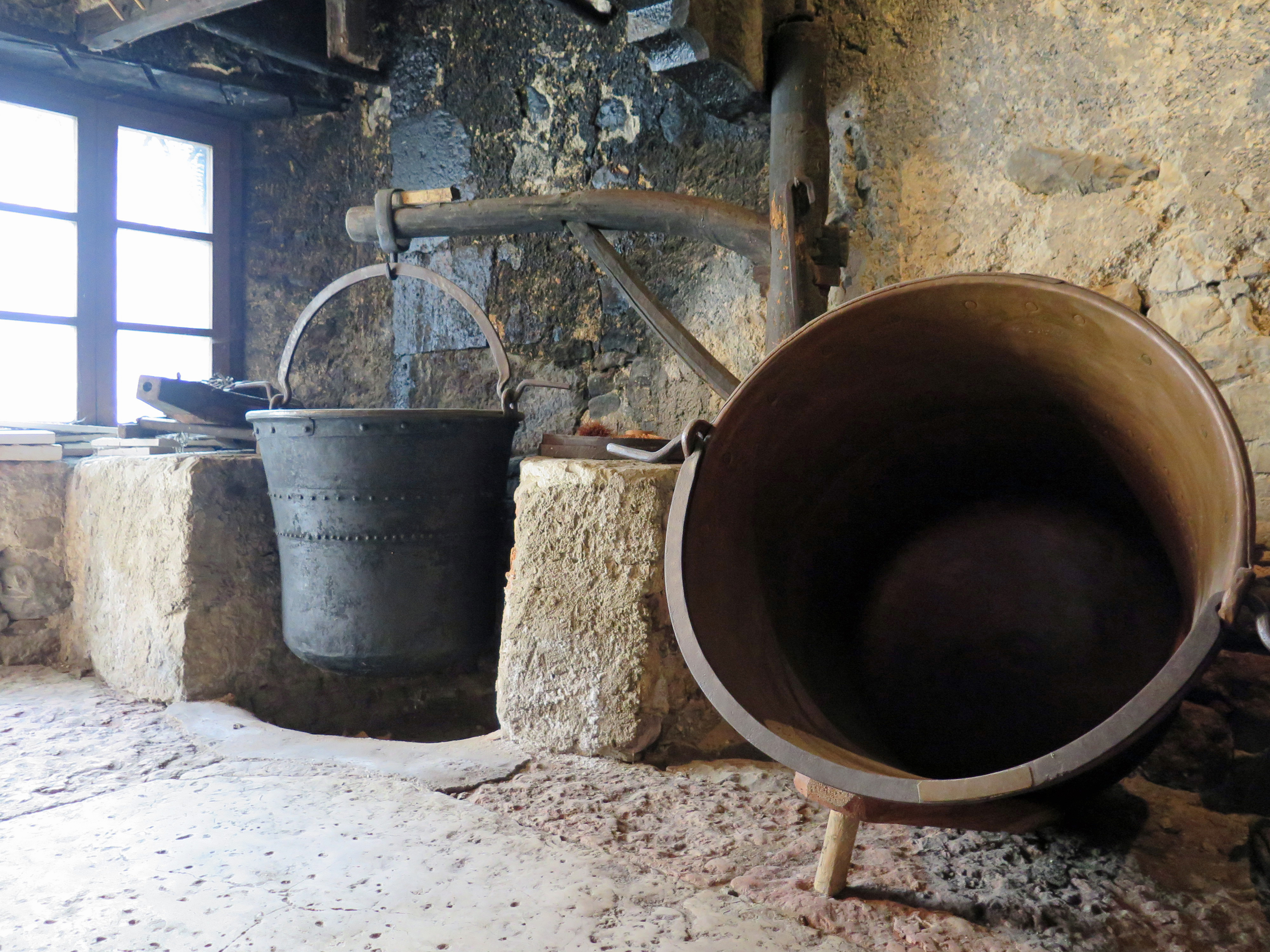
Logo del fogo, si nota la "caldèra", sospesa da un braccio ligneo, detto "mussa".
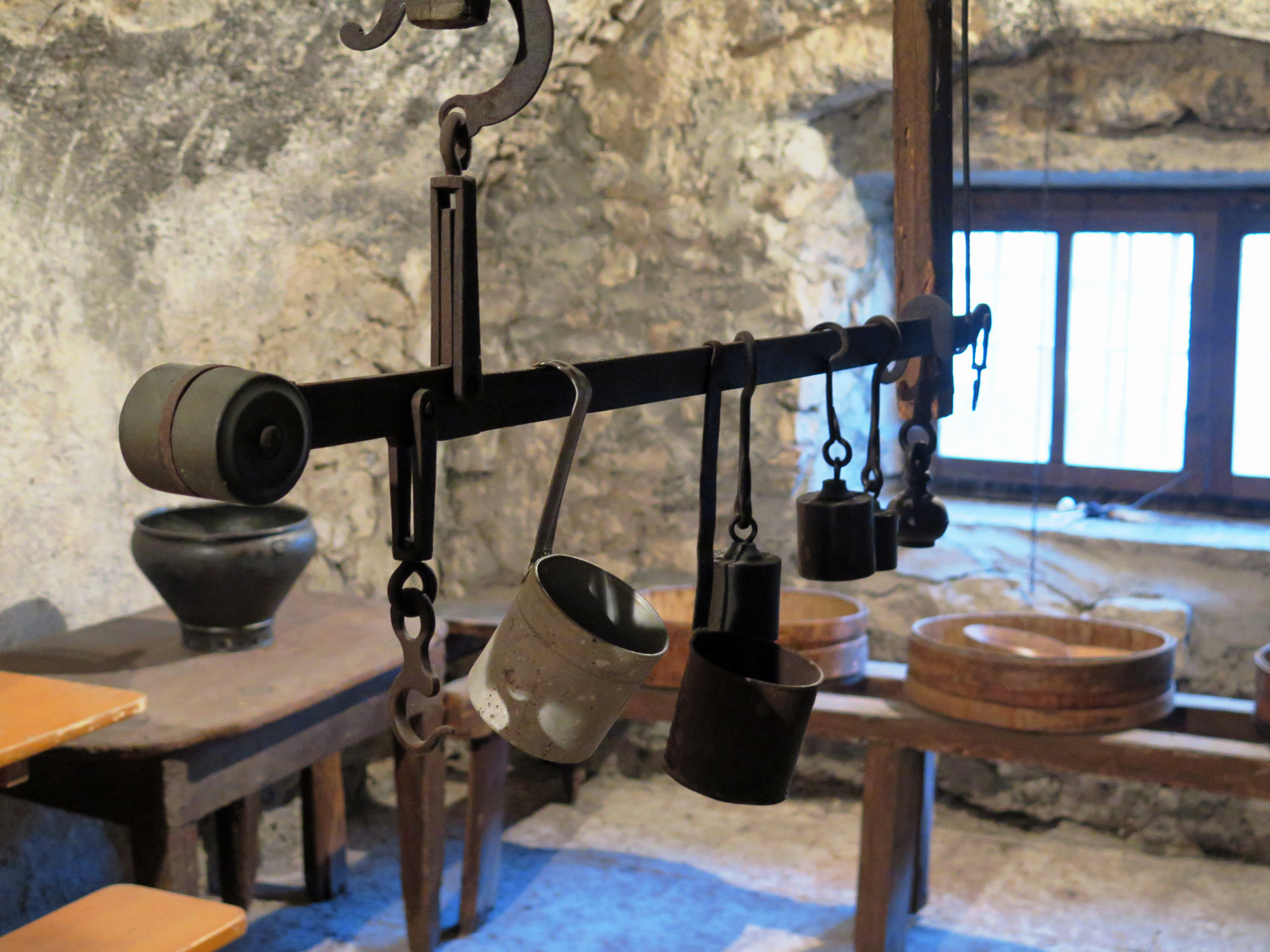
Utensili per la lavorazione del latte e del burro
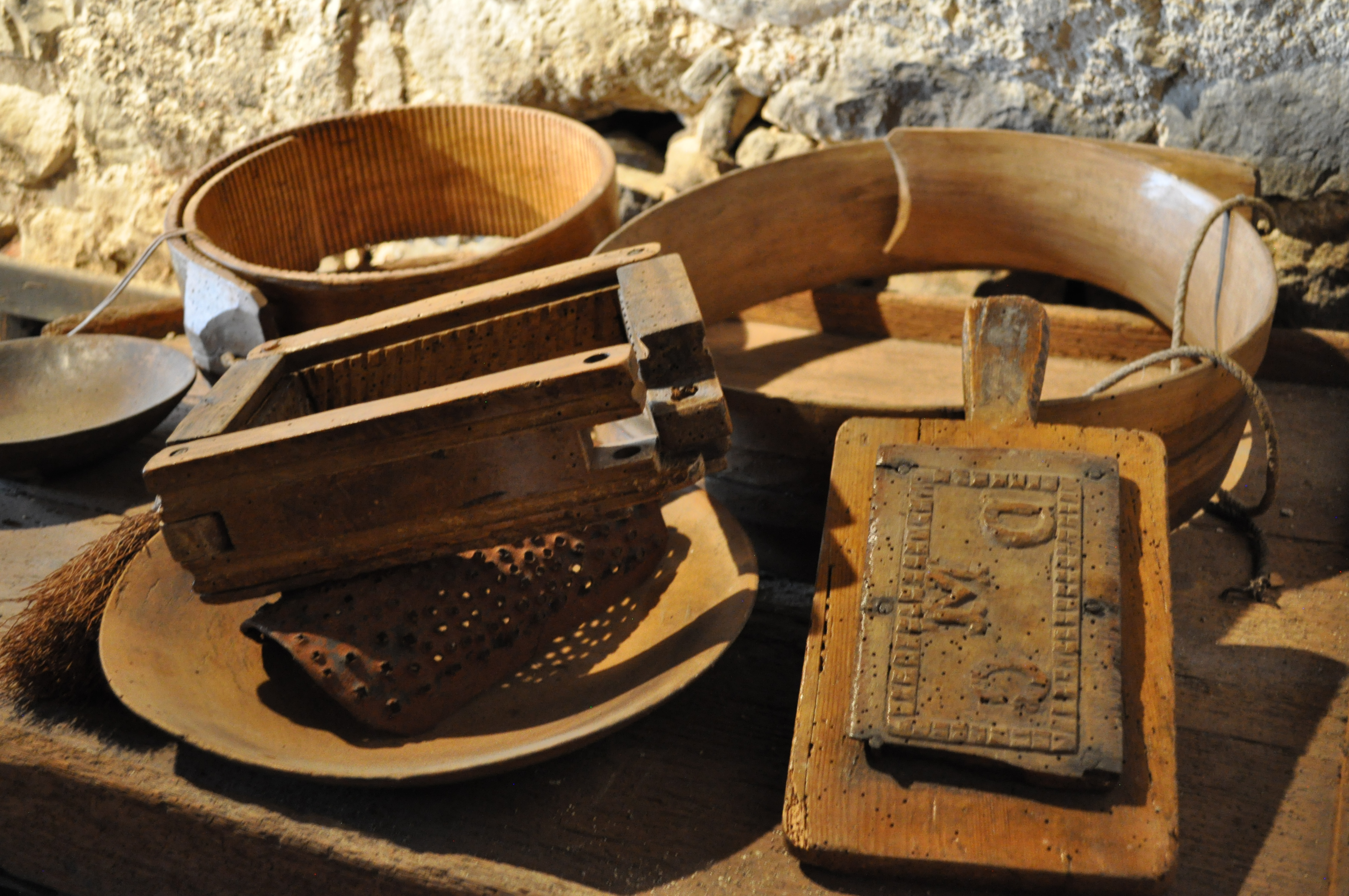
Sulla destra lo stampo per la marchiatura.
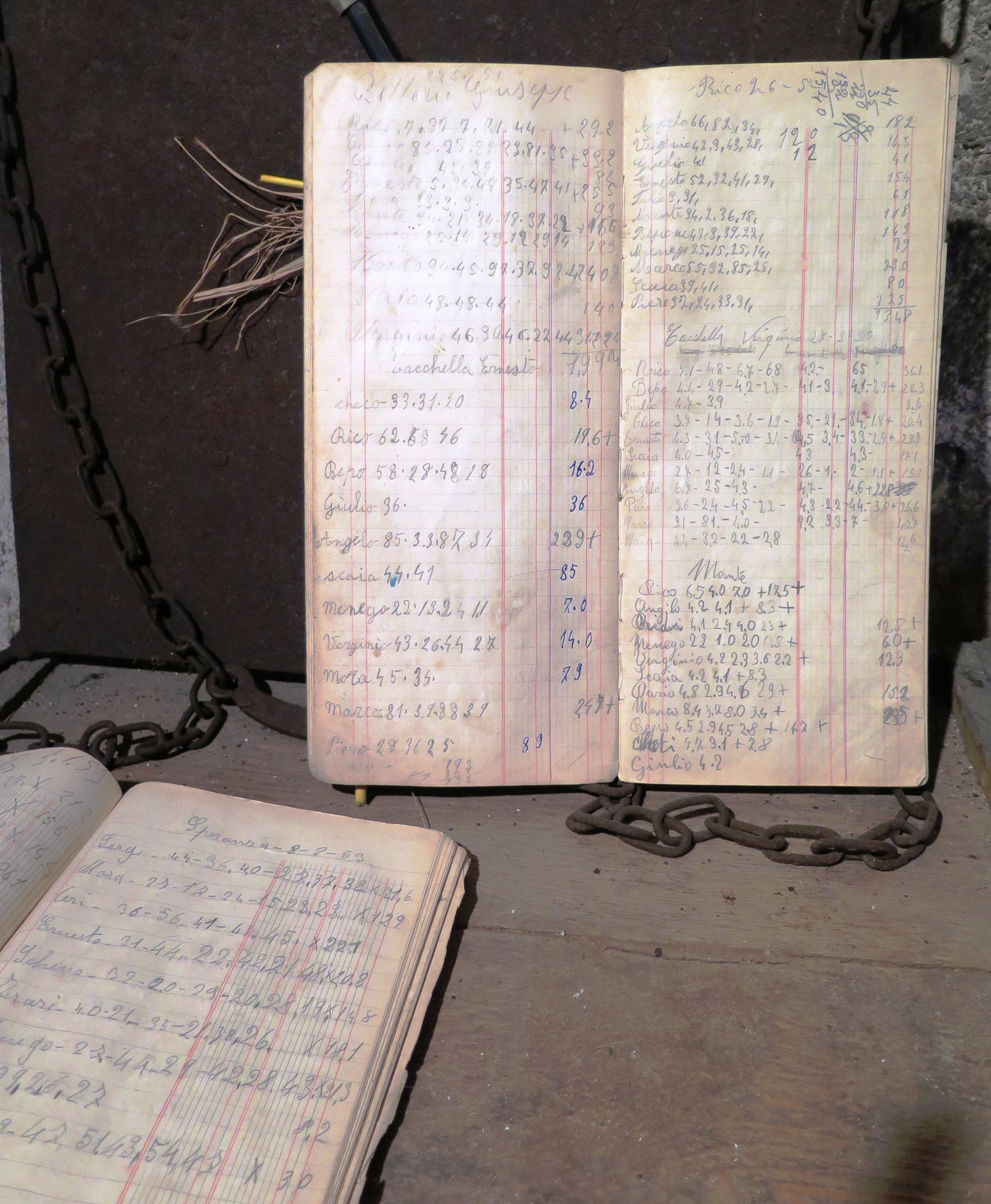
Registro del carico del latte (anno 1951-1953)
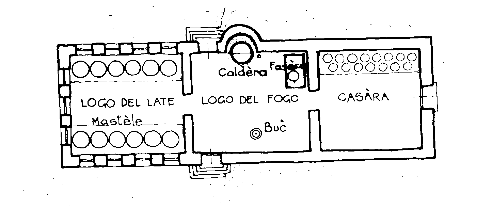
Planimetria di una malga, ove sono riportati i nomi dei locali.

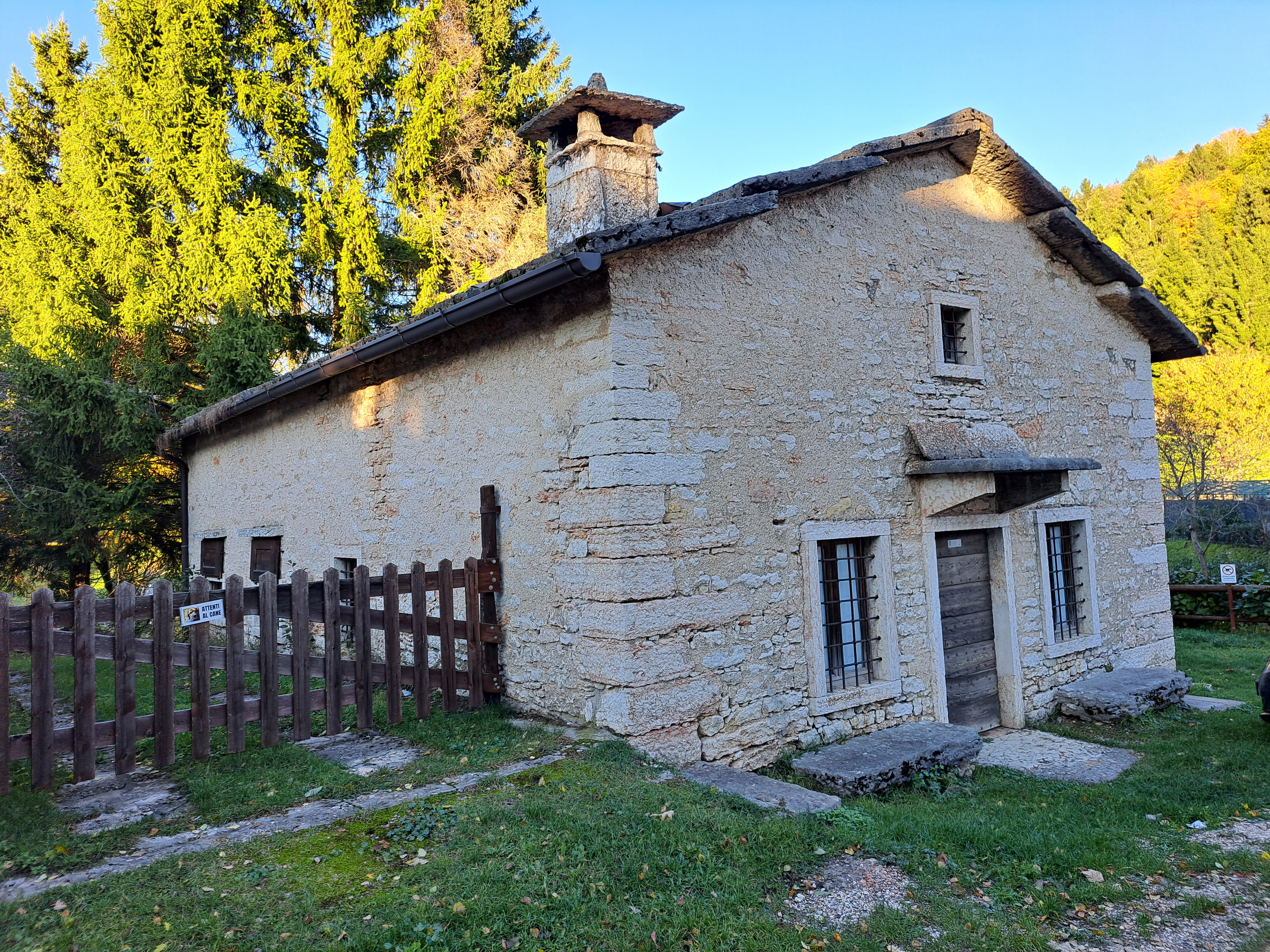
Baito Coletta, in contrata Coletta a Bosco Chiesanuova
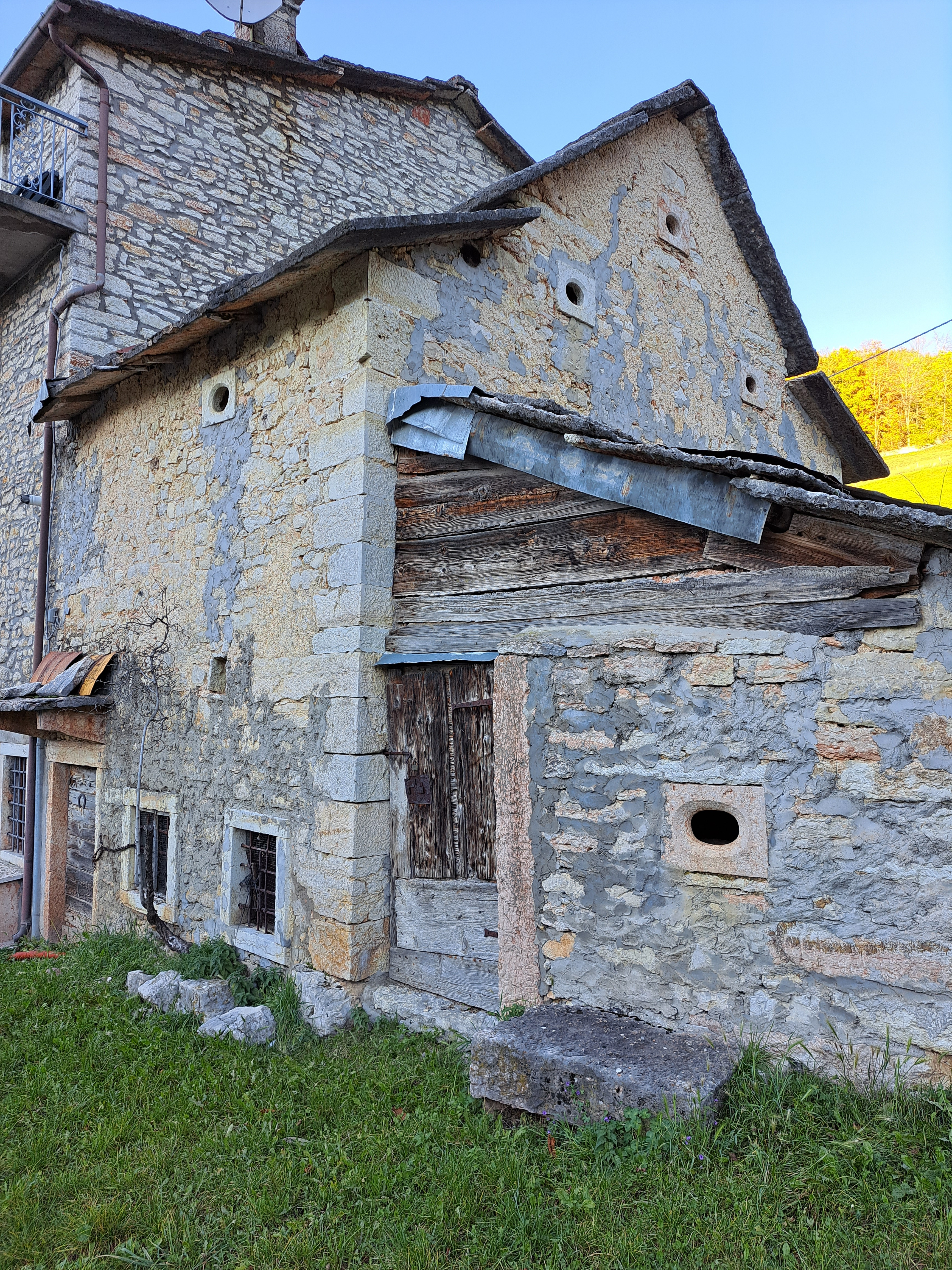
Baito Coletta, in contrata Coletta a Bosco Chiesanuova
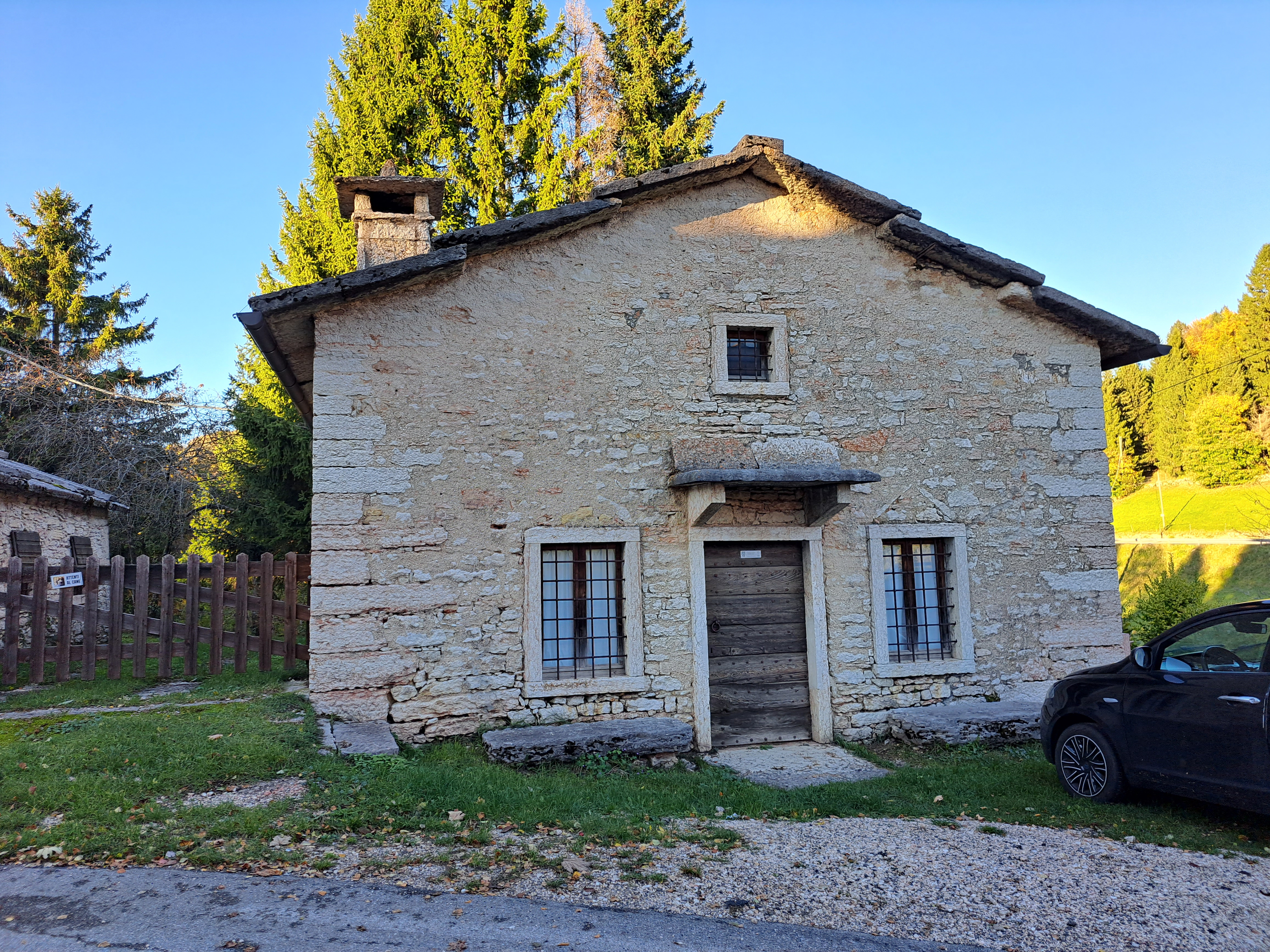
Baito Coletta, in contrata Coletta a Bosco Chiesanuova
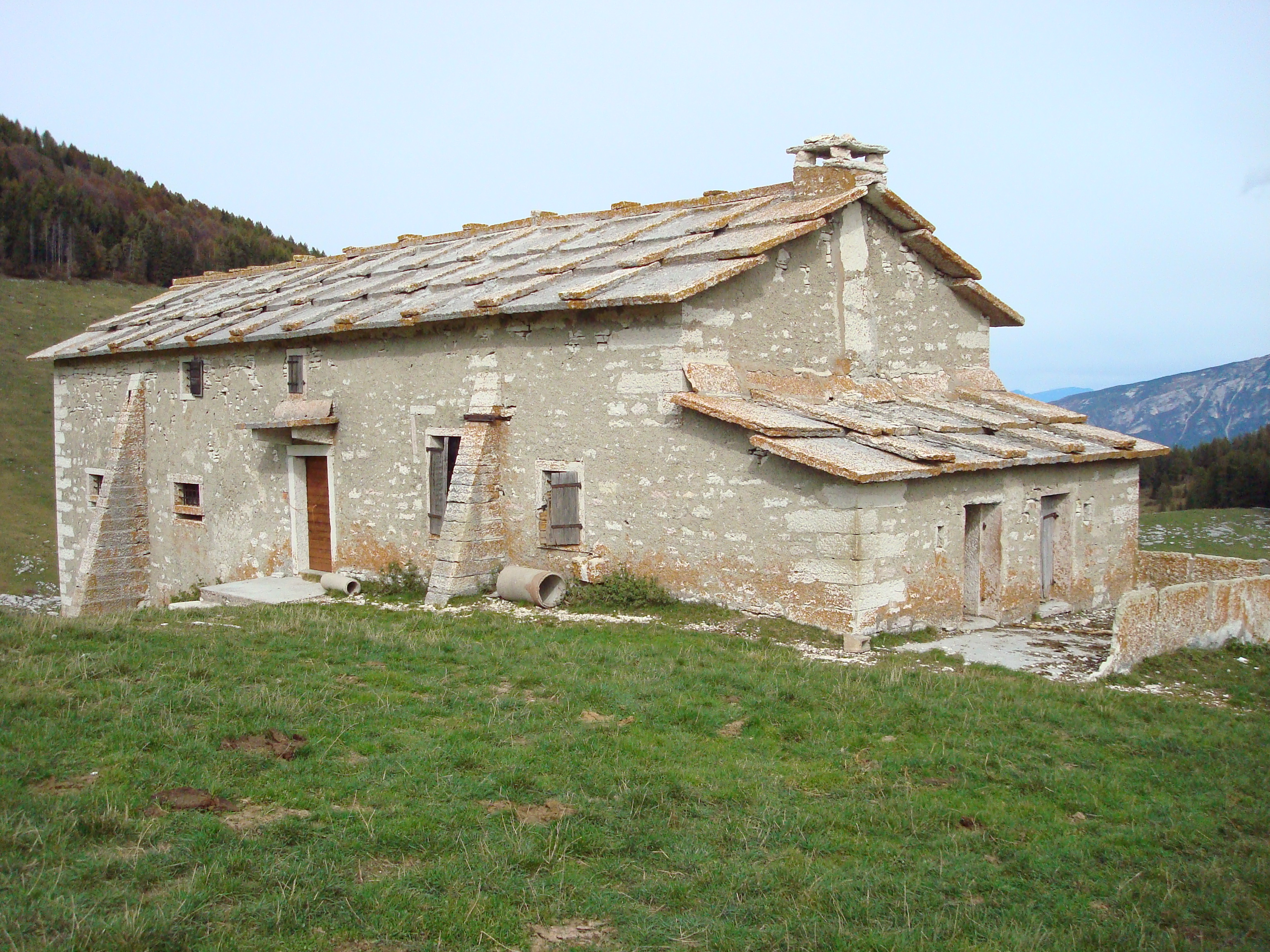
Baito di Fondo (Scortigara di Fondo)
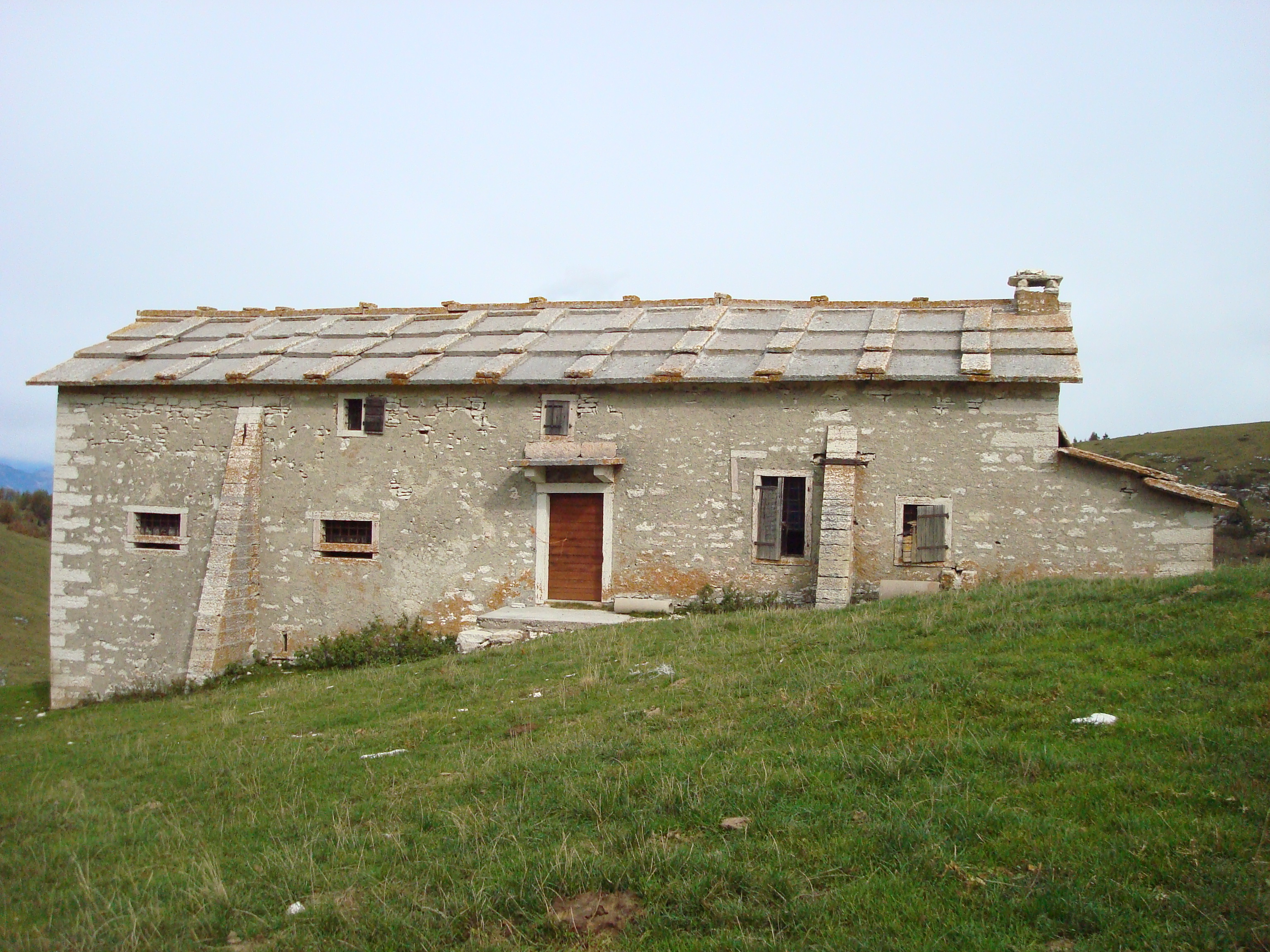
Baito di Fondo (Scortigara di Fondo)

## Elementi architettonici particolari
In queste costruzioni sono riconoscibili tratti architettonici tipici che li fanno consentono di distinguere diversi modelli costruttivi, In particolare:
- modello brenzonese, costituito da 3 locali: casara, logo del fogo, logo del late;
- modello caprinese: costituito da 2 locali: logo del fogo, logo del late.